# Tân Liên, Hướng Hóa
Tân Liên là một xã thuộc huyện Hướng Hóa, tỉnh Quảng Trị, Việt Nam.
Xã Tân Liên có diện tích 13,12 km², dân số năm 1999 là 3187 người, mật độ dân số đạt 243 người/km².

## Hành chính
Xã Tân Liên được chia thành 8 thôn: Cheng, Hiệp Hòa, Liên Hòa, Tân Hào, Tân Hòa, Tân Hữu, Tân Phú, Tân Tiến.